# 中天電視
中天電視（ちゅうてんでんし、英語：Chung T'ien Television）は、中華民国の衛星放送局である。略称は「中天」、「CTi TV」。日本では「中天テレビ」（ちゅうてんテレビ）と表記する場合が多い。本社所在地は台北市内湖区の時報広場ビル。

## 概要
中国との関係が深い台湾一の富豪の蔡衍明が率いる旺旺グループの1社で、中国時報などとともにメディアグループを組んでいる、そのため、中国寄りの報道が多く、また台湾の漁民が尖閣諸島に向けて出航した際には、アナウンサーが漁船に乗り込み生中継を行った。また、統一地方選挙や総統選挙報道においても、中国国民党や同党の韓国瑜に関する報道の比率が過度に高く、国家通訊伝播委員会から是正勧告、罰金処分を受けている。
2020年12月12日、中天ニュースチャンネルは放送免許の更新が認めらなかったとして、ケーブルテレビやIP放送における放送を終了した。その後はYouTubeの公式チャンネルで番組を配信することになった。
2023年5月10日、台北高等行政裁判所は国家通訊伝播委員会（NCC）が中天ニュースチャンネルの免許更新を認めなかったことを違法とする判決を出した。判決では、中天テレビの免許更新申請の1週間前に改定されたばかりの審査基準で判断した点を違法とし、審査のやり直しを求めた。

## 主なチャンネル
- 中天綜合チャンネル（中国語版）
- 中天娯楽チャンネル（中国語版）
- 中天海外チャンネル（中国語版）
- 中天ニュースチャンネル（中国語版） ※ネット配信